# Circuit Het Nieuwsblad
Pour les articles homonymes, voir Het Nieuwsblad.
Pour la course espoirs, voir Circuit Het Nieuwsblad espoirs ; pour la course féminine, voir Circuit Het Nieuwsblad féminin
Le Circuit Het Nieuwsblad (Omloop Het Nieuwsblad en néerlandais) est une course cycliste sur route disputée dans les Ardennes flamandes, en Belgique. Créé en 1945, il s'est appelé Circuit Het Volk jusqu'en 2008. Il est disputé annuellement en début de saison (fin février - début mars), durant le même week-end que Kuurne-Bruxelles-Kuurne. Il s'agit de la course d'ouverture de la saison cycliste belge, ainsi que la première épreuve dans le Nord-Ouest de l'Europe, ce qui lui confère un certain prestige. Le départ est situé à Gand et l'arrivée à Ninove. De 1996 à 2007, la course se termine à Lokeren. Entre 2005 et 2016, elle est classée comme un événement de classe 1.HC dans l'UCI Europe Tour et est organisée par Flanders Classics. La course intègre le calendrier UCI World Tour en 2017.
Le Circuit Het Nieuwsblad est rendu difficile par ses secteurs pavés et les monts des Ardennes flamandes, également empruntés par le Tour des Flandres. En raison de sa position dans le calendrier, la course est généralement disputée avec des conditions météorologiques froides, qui contraste avec les courses par étapes de début de saison du Moyen-Orient et en Europe du Sud.
Depuis 2006, une épreuve féminine est également disputée le même jour, sur une distance d'environ 130 kilomètres.
En 2009, le Circuit Het Volk devient le Circuit Het Nieuwsblad, en raison de la fusion des quotidiens Het Volk et Het Nieuwsblad. La première édition sous ce nom est disputée le 28 février 2009, et voit le retour du mur de Grammont dans le parcours de la course.
Le Circuit Het Nieuwsblad espoirs a lieu fin juin ou début juillet de chaque année, et est réservé aux espoirs (moins de 23 ans) et aux coureurs amateurs.
Depuis plusieurs années, le parcours du Het Nieuwsblad emprunte le final auparavant utilisé par le Tour des Flandres (avant que l'arrivée de celui-ci ne soit déplacée à Audernarde), avec le fameux enchaînement Mur de Grammont-Bosberg comme juge de paix.

## Histoire

### Circuit Het Volk
La course est créée en 1945 sous le nom d'Omloop van Vlaanderen (Circuit des Flandres). L'événement est initié par le journal flamand Het Volk, en réponse au journal rival, Het Nieuwsblad, et sa célèbre classique, le Tour des Flandres. Le Het Volk, journal de gauche, veut lancer une nouvelle épreuve cycliste en Flandre, une course rivale, parce qu'il considère le Tour des Flandres trop proche des nazis,. Les Allemands ont non seulement autorisé et apprécié la course mais ont également aidé la police sur la parcours,. L'organisateur du Ronde prétend de son côté que le nom est trop proche du leur ; en néerlandais, il y a peu de différence entre Ronde et Omloop. La fédération cycliste belge, demande finalement au journal Het Volk de changer le nom de l'événement. Cette course devient donc le Circuit Het Volk.
En 2009, les anciens journaux rivaux Het Volk et Het Nieuwsblad fusionnent, et la course est alors renommée Circuit Het Nieuwsblad pour sa 64e édition,.

### Course hivernale
En raison de son placement en début de saison du calendrier cycliste, la course est parfois affectée par des conditions froides et hivernales. Au cours de son histoire, trois éditions sont annulées. Sans lien avec le mauvais temps, la course 1960 n'est pas disputée à la suite d'un désaccord entre les organisateurs et l'Union Cycliste Internationale. L'UCI avait donné de meilleurs dates à d'autres courses belges, incitant le Het Volk à annuler la course en signe de protestation. En 1986 et 2004, les organisateurs sont contraints d'annuler la course, la neige et les températures glaciales rendant le parcours trop dangereux et la sécurité des coureurs ne pouvant plus être garanti. L'édition 1971 est reportée en raison de la neige et se déroule trois semaines plus tard. Dans les temps modernes, les organisateurs comptent beaucoup sur les prévisions météorologiques pour ajuster le parcours si les ascensions pavées sont considérées comme dangereuses.

### Course d'ouverture
Traditionnellement, la course servant d'ouverture de la saison cycliste belge, elle revêt une importance particulière pour les cyclistes belges. Tout au long de son histoire, les coureurs belges, habitués au froid et aidés par leurs supporters, ont dominé la course. Les Belges ont remporté 55 des 71 éditions, bien que, le statut international de la course grandissant, ils ont seulement remporté quatre des onze éditions entre 2006 et 2016. En 1948, l'icône cycliste italienne Fausto Coppi remporte la course, mais est disqualifié en raison d'un changement de roue illégal.
Le record de victoires est de trois, partagé par Joseph Bruyère, Ernest Sterckx et Peter van Petegem. Bruyère détient le record de la moyenne la plus rapide (43,35 km/h) pour sa victoire de 1975. Les autres gagnants notables sont Eddy Merckx, Roger De Vlaeminck, Freddy Maertens, Johan Museeuw, Philippe Gilbert, Thor Hushovd et Greg Van Avermaet.
Roger De Vlaeminck remporte la course à deux reprises et à dix ans d'intervalle. Sa victoire en 1969 est son premier succès chez les professionnels. Deux ans plus tard, Eddy Merckx s'impose avec 1 minute et 53 secondes d'avance sur Roger Rosiers, soit le plus grand écart. En 1977, Freddy Maertens reste le seul coureur à s'être imposé avec le maillot arc-en-ciel de champion du monde en titre.
Parmi les éditions notables, en 2008  Philippe Gilbert s'impose en solitaire après avoir attaqué dans l'Eikenberg à plus de 50 kilomètres de l'arrivée. En 2013, la course est disputée dans des conditions glaciales et voit la victoire de l'Italien Luca Paolini dans un sprint à deux avec Stijn Vandenbergh. L'édition 2015 est marquée par son final où Ian Stannard est opposé à trois coureurs de l'équipe Etixx-Quick Step, mais parvient à les lâcher et à les devancer tous les trois.
En 2017, la course intègre le calendrier de l'UCI World Tour, le plus haut niveau du cyclisme sur route. Le Circuit Het Nieuwsblad est une course généralement remportée par un coureur en solitaire ou lors d'un sprint en petit comité. Cependant, en 2021, le beau temps et les conditions de course contribue à un groupe relativement important de plus de 50 coureurs qui se dispute la victoire, décrochée finalement par Davide Ballerini,. L'année suivante, Wout van Aert remporte la course en solitaire et devient le premier champion de Belgique en titre à s'imposer depuis Etienne De Wilde en 1989.

## Parcours

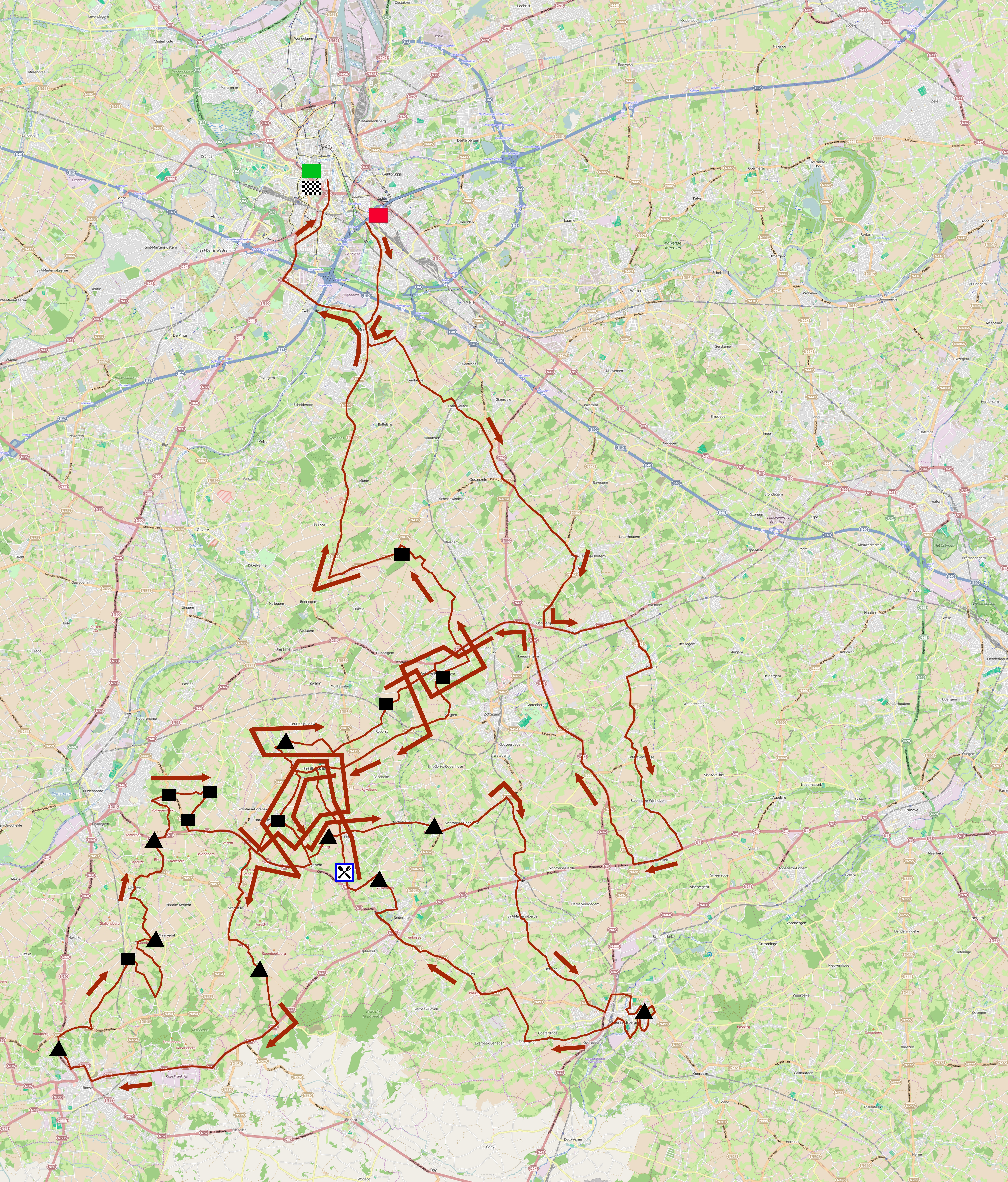
Parcours de l'édition 2015

Généralement, jusqu'en 2017, le Circuit Het Nieuwsblad commence à Gand, Flandre orientale, puis aborde les Ardennes flamandes dans le sud de la province, avec de nombreuses petites côtes, avant de retourner à Gand. De 1996 à 2007, l'arrivée est à Lokeren, à 20 km à l'Est de Gand.
C'est lors de l'édition 1950 de l'épreuve que le Mur de Grammont est grimpé pour la première fois en course, soit avant le Tour des Flandres qui l'a rendu célèbre.
Avec ses 200 kilomètres et ses 13 ascensions dans les zones vallonnées, le parcours est difficile et ardu. En outre, comme dans toutes les classiques flandriennes, on retrouve plusieurs secteurs pavés plats. En dépit des changements d'une années à l'autre, plusieurs monts sont régulièrement empruntés par la course : Leberg, Berendries, Taaienberg, Mur de Grammont, Eikenberg et Molenberg. En raison de son parcours vallonné dans les Ardennes flamandes, la course est de même nature que le Tour des Flandres, et est souvent utilisée comme préparation pour le grand événement qui a lieu cinq semaines plus tard. L'édition 2016 dispose d'une nouvelle montée, le Boembekeberg, en remplacement du Molenberg, qui est supprimé en raison de travaux.
Le départ officiel et l'arrivée sont traditionnellement situés sur la grande place de Gand, place Saint-Pierre (nl) ; cependant, tous les sept ans, quand Pâques arrive tôt dans l'année, la place est réservée pour la mi-carême annuelle et les organisateurs doivent trouver des endroits différents. En 2016, les organisateurs ont choisi le Parc de la Citadelle, à côté du vélodrome Kuipke, comme lieu de départ. L'arrivée se trouve sur la voie Émile Clauslaan, près du lieu de départ.
En 2018, la ligne d'arrivée est déplacée de Gand, son emplacement traditionnel, à Meerbeke, qui accueillait l'arrivée du Tour des Flandres jusqu'en 2011. En 2019, pour des raisons logistiques, elle est à nouveau déplacée dans la localité voisine de Ninove. Le Molenberg joue un rôle stratégique plus important après avoir été placé à 40 kilomètres de l'arrivée, tandis que le Mur de Grammont et le Bosberg sont les derniers monts escaladés de l'épreuve.

## Palmarès

### Podiums

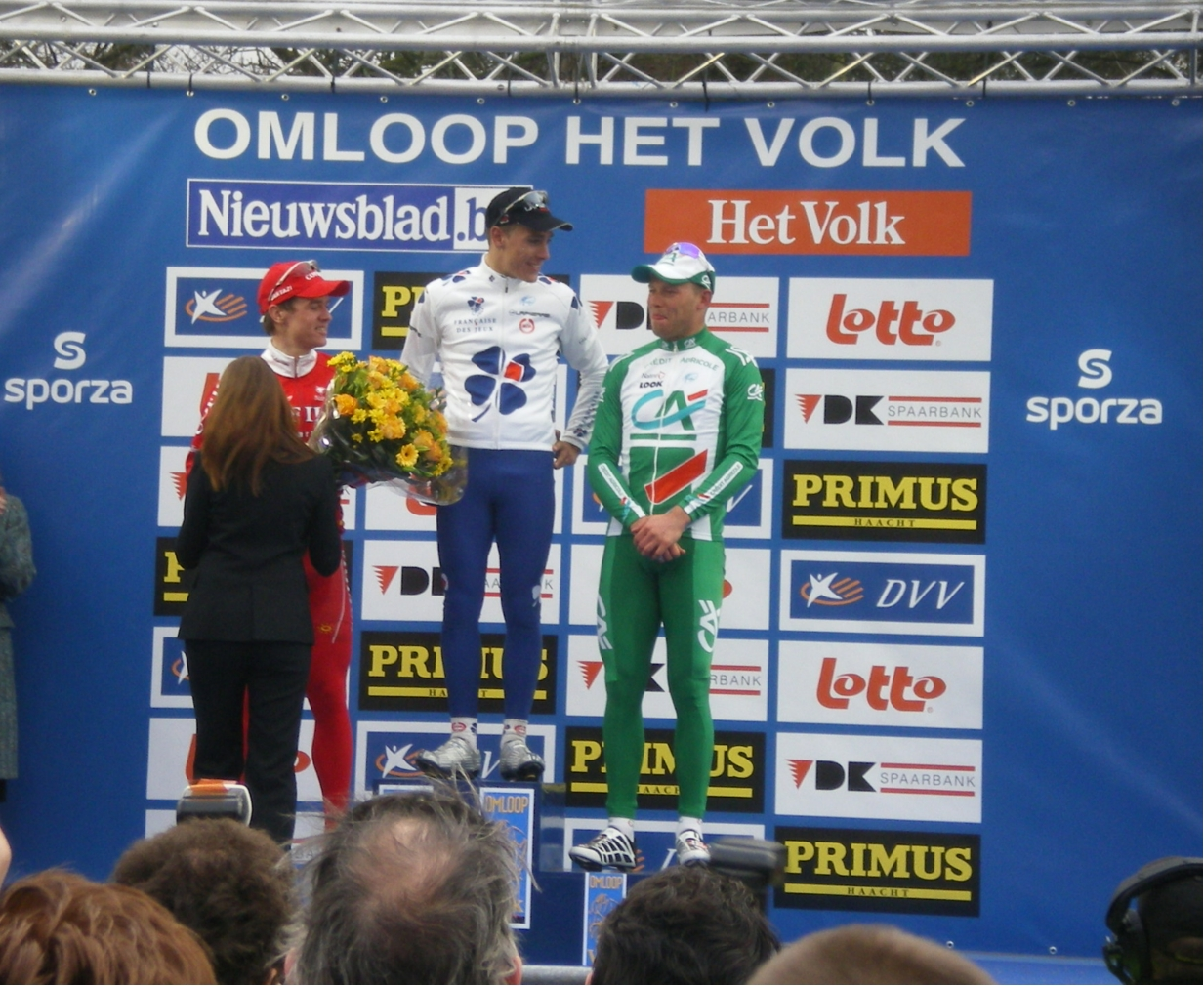
Podium du Circuit Het Volk 2008 : Nick Nuyens (2e), Philippe Gilbert (1er) et Thor Hushovd (3e).

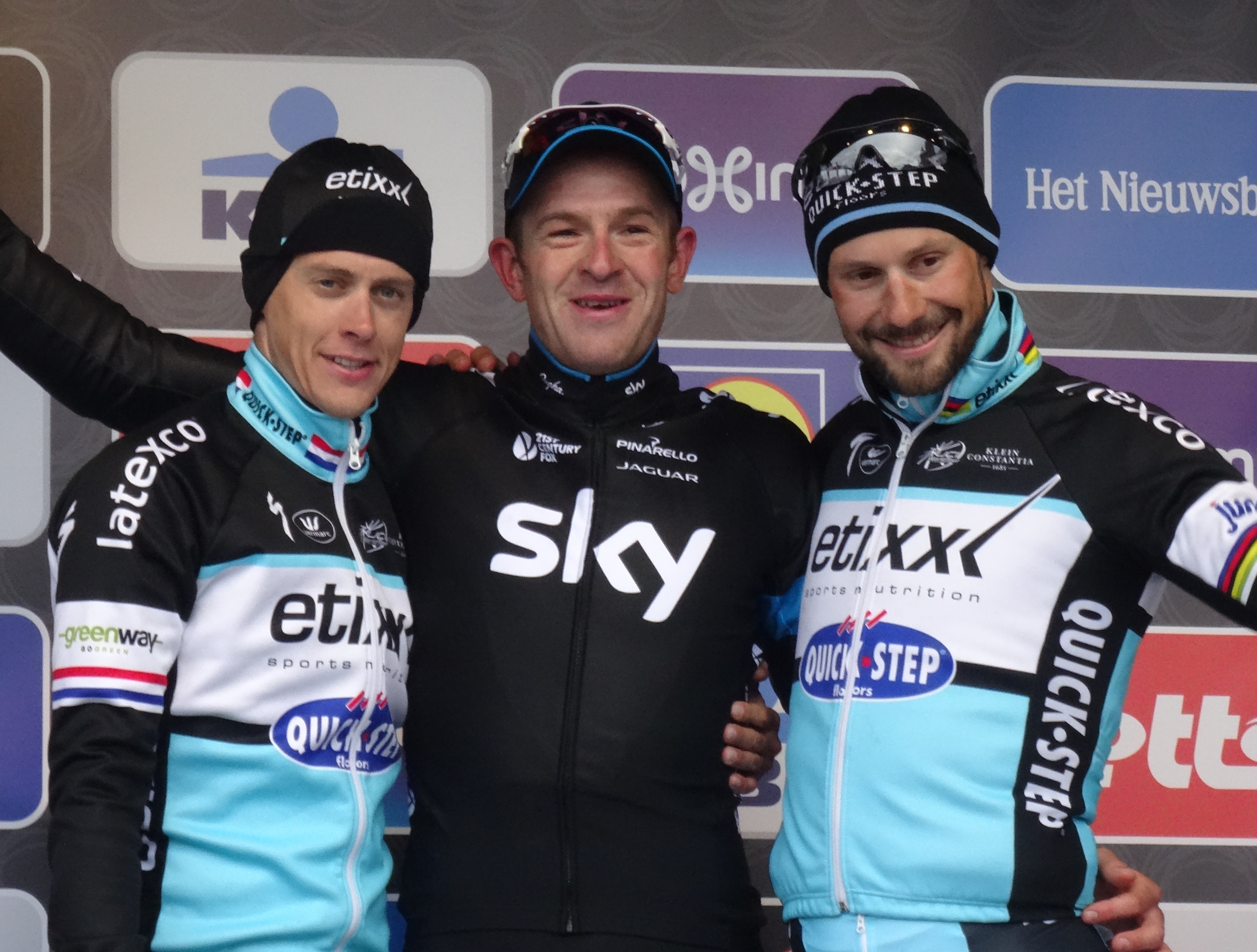
Podium de l'édition 2015 du Circuit Het Nieuwsblad : Niki Terpstra (2e), Ian Stannard (1er) et Tom Boonen (3e).

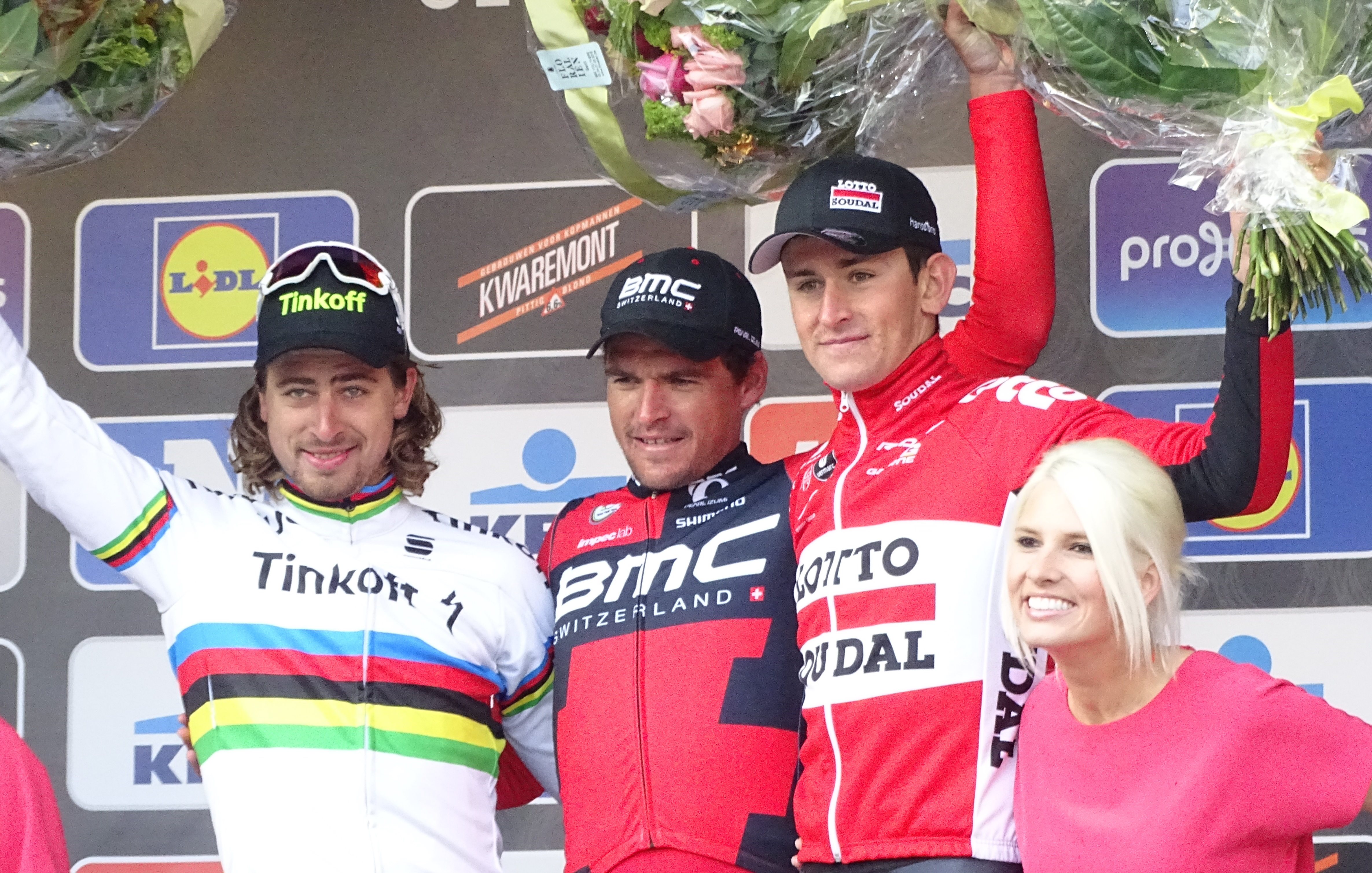
Podium de l'édition 2016 du Circuit Het Nieuwsblad : Peter Sagan (2e), Greg Van Avermaet (1er) et Tiesj Benoot (3e).

| Année                  | Vainqueur           | Deuxième                | Troisième                |
| ---------------------- | ------------------- | ----------------------- | ------------------------ |
| Circuit des Flandres   |                     |                         |                          |
| 1945                   | Jean Bogaerts       | Maurice Desimpelaere    | Robert Van Eenaeme       |
| 1946                   | André Pieters       | Marcel Rijckaert        | Emmanuel Thoma           |
| Circuit Het Volk       |                     |                         |                          |
| 1947                   | Albert Sercu        | Emiel Faignaert         | Achiel Buysse            |
| 1948                   | Sylvain Grysolle    | Fausto Coppi            | Marcel Hendrickx         |
| 1949                   | André Declerck      | Frans Leenen            | Maurice Mollin           |
| 1950                   | André Declerck      | Maurice Meersman        | Albéric Schotte          |
| 1951                   | Jean Bogaerts       | Lionel Van Brabant      | Raymond Impanis          |
| 1952                   | Ernest Sterckx      | Raymond Impanis         | André Declerck           |
| 1953                   | Ernest Sterckx      | Maurice Mollin          | Marcel Rijckaert         |
| 1954                   | Karel De Baere      | Roger De Corte          | Jan De Valck             |
| 1955                   | Lode Anthonis       | André Rosseel           | André Vlayen             |
| 1956                   | Ernest Sterckx      | Albéric Schotte         | Leopold Schaeken         |
| 1957                   | Norbert Kerckhove   | Pino Cerami             | Leon Van Daele           |
| 1958                   | Joseph Planckaert   | Rik Van Looy            | Roger De Corte           |
| 1959                   | Seamus Elliott      | Alfred De Bruyne        | Théo Dingens             |
| Non disputé en 1960    |                     |                         |                          |
| 1961                   | Arthur Decabooter   | Frans Schoubben         | Georges Decraeye         |
| 1962                   | Robert De Middeleir | Jean-Baptiste Claes     | Roger De Coninck         |
| 1963                   | René Van Meenen     | Ludo Janssens           | Jean-Baptiste Claes      |
| 1964                   | Frans Melckenbeeck  | Arthur Decabooter       | Yvo Molenaers            |
| 1965                   | Noël De Pauw        | Marcel Vanden Bogaert   | Jos van der Vleuten      |
| 1966                   | Jo de Roo           | Walter Godefroot        | Eddy Merckx              |
| 1967                   | Willy Vekemans      | Joseph Spruyt           | Edward Sels              |
| 1968                   | Herman Vanspringel  | Rolf Wolfshohl          | Bernard Van De Kerckhove |
| 1969                   | Roger De Vlaeminck  | Daniel Van Ryckeghem    | Valère Van Sweevelt      |
| 1970                   | Frans Verbeeck      | Roger Rosiers           | André Dierickx           |
| 1971                   | Eddy Merckx         | Roger Rosiers           | Noël Vantyghem           |
| 1972                   | Frans Verbeeck      | André Dierickx          | Eddy Merckx              |
| 1973                   | Eddy Merckx         | Roger De Vlaeminck      | Albert Van Vlierberghe   |
| 1974                   | Joseph Bruyère      | Patrick Sercu           | Rik Van Linden           |
| 1975                   | Joseph Bruyère      | Patrick Sercu           | José De Cauwer           |
| 1976                   | Willem Peeters      | Hennie Kuiper           | Patrick Sercu            |
| 1977                   | Freddy Maertens     | Jan Raas                | Ludo Peeters             |
| 1978                   | Freddy Maertens     | Alfons van Katwijk      | Jan Raas                 |
| 1979                   | Roger De Vlaeminck  | Jan Raas                | Frank Hoste              |
| 1980                   | Joseph Bruyère      | Walter Planckaert       | Sean Kelly               |
| 1981                   | Jan Raas            | Gilbert Duclos-Lassalle | Jean-Luc Vandenbroucke   |
| 1982                   | Alfons De Wolf      | Graham Jones            | Sean Kelly               |
| 1983                   | Alfons De Wolf      | Jan Raas                | Luc Colijn               |
| 1984                   | Eddy Planckaert     | Jean-Luc Vandenbroucke  | Ludo Peeters             |
| 1985                   | Eddy Planckaert     | Jacques Hanegraaf       | Jozef Lieckens           |
| Non disputé en 1986    |                     |                         |                          |
| 1987                   | Teun van Vliet      | Steven Rooks            | Jan Goessens             |
| 1988                   | Ronny Van Holen     | Johan Lammerts          | John Talen               |
| 1989                   | Etienne De Wilde    | Sean Kelly              | Remig Stumpf             |
| 1990                   | Johan Capiot        | Edwig Van Hooydonck     | Etienne De Wilde         |
| 1991                   | Andreas Kappes      | Carlo Bomans            | Edwig Van Hooydonck      |
| 1992                   | Johan Capiot        | Peter Pieters           | Eric Vanderaerden        |
| 1993                   | Wilfried Nelissen   | Olaf Ludwig             | Eric Vanderaerden        |
| 1994                   | Wilfried Nelissen   | Frédéric Moncassin      | Andreas Kappes           |
| 1995                   | Franco Ballerini    | Edwig Van Hooydonck     | Andreï Tchmil            |
| 1996                   | Tom Steels          | Hendrik Redant          | Olaf Ludwig              |
| 1997                   | Peter Van Petegem   | Tom Steels              | Johan Capiot             |
| 1998                   | Peter Van Petegem   | Gianluca Bortolami      | Andreï Tchmil            |
| 1999                   | Frank Vandenbroucke | Wilfried Peeters        | Tom Steels               |
| 2000                   | Johan Museeuw       | Steffen Wesemann        | Servais Knaven           |
| 2001                   | Michele Bartoli     | Hendrik Van Dijck       | Matthé Pronk             |
| 2002                   | Peter Van Petegem   | Frank Høj               | Michel Vanhaecke         |
| 2003                   | Johan Museeuw       | Max van Heeswijk        | Paolo Bettini            |
| Non disputé en 2004    |                     |                         |                          |
| 2005                   | Nick Nuyens         | Tom Boonen              | Steven de Jongh          |
| 2006                   | Philippe Gilbert    | Bert De Waele           | Léon van Bon             |
| 2007                   | Filippo Pozzato     | Juan Antonio Flecha     | Tom Boonen               |
| 2008                   | Philippe Gilbert    | Nick Nuyens             | Thor Hushovd             |
| Circuit Het Nieuwsblad |                     |                         |                          |
| 2009                   | Thor Hushovd        | Kevyn Ista              | Juan Antonio Flecha      |
| 2010                   | Juan Antonio Flecha | Heinrich Haussler       | Tyler Farrar             |
| 2011                   | Sebastian Langeveld | Juan Antonio Flecha     | Mathew Hayman            |
| 2012                   | Sep Vanmarcke       | Tom Boonen              | Juan Antonio Flecha      |
| 2013                   | Luca Paolini        | Stijn Vandenbergh       | Sven Vandousselaere      |
| 2014                   | Ian Stannard        | Greg Van Avermaet       | Edvald Boasson Hagen     |
| 2015                   | Ian Stannard        | Niki Terpstra           | Tom Boonen               |
| 2016                   | Greg Van Avermaet   | Peter Sagan             | Tiesj Benoot             |
| 2017                   | Greg Van Avermaet   | Peter Sagan             | Sep Vanmarcke            |
| 2018                   | Michael Valgren     | Łukasz Wiśniowski       | Sep Vanmarcke            |
| 2019                   | Zdeněk Štybar       | Greg Van Avermaet       | Tim Wellens              |
| 2020                   | Jasper Stuyven      | Yves Lampaert           | Søren Kragh Andersen     |
| 2021                   | Davide Ballerini    | Jake Stewart            | Sep Vanmarcke            |
| 2022                   | Wout van Aert       | Sonny Colbrelli         | Greg Van Avermaet        |
| 2023                   | Dylan van Baarle    | Arnaud De Lie           | Christophe Laporte       |
| 2024                   | Jan Tratnik         | Nils Politt             | Wout van Aert            |
| 2025                   | Søren Wærenskjold   | Paul Magnier            | Jasper Philipsen         |

### Statistiques

#### Vainqueurs multiples
| Victoires | Coureur            | Pays        | Éditions           |
| --------- | ------------------ | ----------- | ------------------ |
| 3         | Ernest Sterckx     | Belgique    | 1952, 1953 et 1956 |
| 3         | Joseph Bruyère     | Belgique    | 1974, 1975 et 1980 |
| 3         | Peter Van Petegem  | Belgique    | 1997, 1998 et 2002 |
| 2         | Jean Bogaerts      | Belgique    | 1945 et 1951       |
| 2         | André Declerck     | Belgique    | 1949 et 1950       |
| 2         | Frans Verbeeck     | Belgique    | 1970 et 1972       |
| 2         | Eddy Merckx        | Belgique    | 1971 et 1973       |
| 2         | Freddy Maertens    | Belgique    | 1977 et 1978       |
| 2         | Roger De Vlaeminck | Belgique    | 1969 et 1979       |
| 2         | Fons De Wolf       | Belgique    | 1982 et 1983       |
| 2         | Eddy Planckaert    | Belgique    | 1984 et 1985       |
| 2         | Johan Capiot       | Belgique    | 1990 et 1992       |
| 2         | Wilfried Nelissen  | Belgique    | 1993 et 1994       |
| 2         | Johan Museeuw      | Belgique    | 2000 et 2003       |
| 2         | Philippe Gilbert   | Belgique    | 2006 et 2008       |
| 2         | Ian Stannard       | Royaume-Uni | 2014 et 2015       |
| 2         | Greg Van Avermaet  | Belgique    | 2016 et 2017       |

#### Victoires par pays
| Victoires | Pays                                                        |
| --------- | ----------------------------------------------------------- |
| 58        | Belgique                                                    |
| 5         | Italie, Pays-Bas                                            |
| 2         | Royaume-Uni, Norvège                                        |
| 1         | Allemagne, Danemark, Espagne, Irlande, Slovénie et Tchéquie |

## Variantes

### Amateurs
L'épreuve est disputée actuellement par des coureurs espoirs (moins de 23 ans) et amateurs.

### Juniors
L'épreuve est disputée actuellement par des coureurs juniors (moins de 19 ans).

### Débutants
L'épreuve est disputée par des coureurs débutants (moins de 17 ans).
| Année                            | Vainqueur               | Deuxième               | Troisième               |
| Circuit Het Volk débutants       |                         |                        |                         |
| -------------------------------- | ----------------------- | ---------------------- | ----------------------- |
| 1971                             | Frank Arijs             | Jean-Pierre Van Rossem | Marc Dierickx           |
| 1972                             | Alain De Smet           | Rudy Vermassen         | Luc Heylenbosch         |
| 1973                             | ?                       | ?                      | ?                       |
| 1974                             | Eddy Planckaert         | Luc Colijn             | Jan Bogaert             |
| 1975                             | Eddy Planckaert         | Patrick Du Chau        | Ronny Van Holen         |
| 1976                             | Luc Meersman            | Dirk Krikilion         | Luc De Wilde            |
| 1977                             | ?                       | ?                      | ?                       |
| 1978                             | Franky Van Oyen (nl)    | Rudy Roels             | Dominique Coreelman     |
| 1979                             | Danny Janssens          |                        |                         |
| 1980                             | John De Mesmaecker      | Bruno Geuens (en)      | Peter Buerms            |
| 1981                             | Franky De Groote        | Dirk Guillemaere       | Jerry Cooman            |
| 1982                             | Jerry Cooman            | Johan Devos            | Bruno Bruyere (nl)      |
| 1983                             | Koen Vekemans           | Yves Van Steenwinkel   | Gino Verbraeken         |
| 1984                             | Johan Cuypers           | Eric De Coster         | Jan Claes               |
| 1985                             | Didier Priem            | Bart Leysen            | Marc Wauters            |
| 1986                             | Danny Daelman           | Marc Patry             | Pascal De Smul (nl)     |
| 1987                             | Steve Decloux           | Tom Willemsens         | Dirk Huys               |
| 1988                             | Kurt Heuvelmans         | Kris Gerits            | Jeroen De Backer        |
| 1989                             | Gerry Belmans           | Luc Rooms              | Vincent Fonze           |
| 1990                             | Philip Vereecke         | Sébastien Demarbaix    | Frank Vandenbroucke     |
| 1991                             | Jurgen De Winne         | Geoffrey Willems       | Jurgen De Buysschere    |
| 1992                             | Jurgen De Buysschere    | Karel Vereecke         | Mark van Kuik           |
| 1993                             | Kristof Dereeper        | Andy D'Hauwe           | Yoeri Beyens            |
| 1994                             | Tom Eyckmans            | Andy Michels           | Julien Goossens         |
| 1995                             | Jurgen Lippens          | Koen Dierckx           | Kim Van Bouwel          |
| 1996                             | Kevin Van der Slagmolen | David Philips          | Andy Lannoo             |
| 1997                             | Kurt Dierckx            | Björn Volckaert        | Kristof Van Rooy        |
| 1998                             | ?                       | ?                      | ?                       |
| 1999                             | Sven Vervloet           | Joeri Clauwaert (de)   | Wesley Van Durme        |
| 2000                             | Nicky Cocquyt           | Johan Peeters          | Bert De Backer          |
| 2001                             | Willem Leenhouts        | Mike Alloo             | Nikolas Maes            |
| 2002                             | Tim Roels               | Jonas Decouttere       | Rob Krijnen             |
| 2003                             | Steven Doms             | Pim de Beer            | Nick Mertens            |
| 2004                             | Baptiste Planckaert     | Robin Chaigneau        | Michael Van Staeyen     |
| 2005                             | Alexander Van den Steen | Lorenz Lambrechts      | Alexander Kruger        |
| 2006                             | Nicolas Vereecken       | Samuel Rytter Ravn     | Mathias Gade            |
| 2007                             | Mark Sehested           | Peter Dibben           | Christophe Ysenbaardt   |
| 2008                             | Mattias Raeymaekers     | Dylan van Baarle       | Matthias Van Holderbeke |
| Circuit Het Nieuwsblad débutants |                         |                        |                         |
| 2009                             | Danny van Poppel        | Sam Vanspeybroeck      | Ruben Van der Haeghen   |

### Féminine
En 2019, le peloton féminin a pris le départ de l'épreuve dix minutes après celui du peloton masculin. La cycliste suisse Nicole Hanselmann s'échappe seule et rejoint finalement la fin du peloton masculin qui roule à une allure modérée. En conséquence, le directeur de course décide d'arrêter Hanselmann, ainsi que toute la course féminine, de sorte que les deux courses ne se soient pas mélangées. Après dix minutes de neurtalisation, Hanselmann est repartie en conservant son avance sur le reste du peloton. Elle s'est par la suite fait rattrapée et a terminé la course à la 74e place.